# 事業創造大学院大学
事業創造大学院大学（じぎょうそうぞうだいがくいんだいがく、英語: Graduate Institute for Entrepreneurial Studies、公用語表記: 事業創造大学院大学）は、新潟県新潟市中央区米山三丁目1番46号に本部を置く日本の私立大学。2006年創立、2006年大学設置。

## 概要
- 2006年、新潟医療福祉大学、新潟食料農業大学を統括・運営する学校法人新潟総合学園（NSGグループ）によって開学した。
- 2012年、公益財団法人日本高等教育評価機構によって大学認証評価を受け、同機構が定める大学基準に適合していると認定、2015年、公益財団法人大学基準協会によって経営系専門職大学院認証評価を受け、同協会が定める経営系専門職大学院基準に適合していると認定された。
- 学長は五月女政義。

## 沿革

### 年表
- 2006年4月 - 開学
- 2021年4月 - 世界経済外交大学（ウズベキスタン共和国）と大学間学術交流協定を締結[1]
- 2021年4月 - ジュスプ・バラサグン記念キルギス国立総合大学（キルギス共和国）と大学間学術交流協定を締結[2]
- 2022年3月 - ドンア大学（ベトナム）と大学間学術交流協定を締結[3]
- 2025年4月 - 通信制の情報系新学部「情報デザイン学部（仮称）」を新設すると同時に、大学名を「開志創造大学（仮称）」に改名予定である。また、今後は、複数の学部新設を念頭に入れており、それらを考慮した新大学名だとしている[4]。

## 設置課程
- 事業創造研究科
  - 事業創造専攻（専門職学位課程）
- 情報デザイン学部（通信教育課程）（令和7年開設予定）
  - 情報デザイン学科

### 取得学位
- 経営管理修士（専門職）　MBA（Master of Business Administration）

## 修業年限入学定員
- 標準修業年限： 2年（4年以内の長期履修制度あり）
- 80名（収容定員 160名）

## 施設

### 新潟キャンパス
〒950-0916　新潟県新潟市中央区米山三丁目1番46号
JR新潟駅南口から徒歩約7分。
- メインキャンパスとなる新潟キャンパスは、開志専門職大学米山キャンパスに隣接している。

### 東京サテライト
〒100-0005　東京都千代田区丸の内1-7-12 サピアタワー10F